# José Evaristo Uriburu
José Evaristo Uriburu (Salta, 19 de novembre de 1831 - Buenos Aires, 23 d'octubre de 1914) fou un advocat i polític argentí, president de la República de l'Argentina entre el 23 de gener de 1895 i el 12 d'octubre de 1898.
Va participar com a àrbitre a les negociacions diplomàtiques de pau en la Guerra del Pacífic (1879-1883) entre el Xile i Bolívia. Va assumir la presidència de l'Argentina l'any 1895 després de la dimissió de Luis Sáenz Peña, del qual era vicepresident.